# 水牛峽 (南达科他州)
水牛峽（英語：Buffalo Gap），是美国南达科他州下属的一座城市。根据2010年美国人口普查，该市有人口128人。论人口在本州排行第212。